# گور قلعه سی
گور قلعه سی مربوط به عصر آهن است و در شهرستان مشگین‌شهر، بخش ارشق، دهستان ارشق مرکزی، روستای هفت چشمه (روستایی است زیبا و کوچک که در گذشته خان‌نشین بوده‌است ازجمله خان‌های آن می‌توان به سعید خان حاتمی، ایمان خان حاتمی و قاسم خان علی‌زاده اشاره کرد) واقع شده و این اثر در تاریخ ۲۶ اسفند ۱۳۸۷ با شمارهٔ ثبت ۲۵۸۳۶ به‌عنوان یکی از آثار ملی ایران به ثبت رسیده است.